# Rhizoctonia anomala
Rhizoctonia anomala är en svampart som beskrevs av Burgeff 1936. Rhizoctonia anomala ingår i släktet Rhizoctonia och familjen Ceratobasidiaceae.   Inga underarter finns listade i Catalogue of Life.